# William Gibbs McAdoo
Pour les articles homonymes, voir McAdoo.
William Gibbs McAdoo, né le 31 octobre 1863 à Marietta (Géorgie) et mort le 1er février 1941 à Washington (district de Columbia),,, est un avocat et homme politique américain. Membre du Parti démocrate, il est secrétaire au Trésor entre 1913 et 1918 dans l'administration du président Woodrow Wilson dont il a épousé la fille cadette Eleanor,  puis sénateur de Californie entre 1933 et 1938. 
Soutenu par le Ku Klux Klan, il est le candidat malheureux à la primaire démocrate pour l'élection présidentielle de 1924 face au gouverneur de l'État de New York Alfred E. Smith honni par le Klan car catholique romain et irlando-américain.

## Biographie
Il a été directeur de l'United States Railroad Administration (USRA).